# Eudokija (žena Konstantina V.)
Eudokija (grčki Ευδοκία) je bila bizantska carica kao treća supruga bizantskoga cara Konstantina V. Kopronima. Nije poznato kada se Eudokija udala za Konstantina, ali se zna da je on njoj dao titulu Auguste 1. travnja 769. Redovnik Teofan, koji je spomenuo Eudokiju u svojoj kronici, smatrao je treći brak cara Konstantina dosta neobičnim jer je treći brak bio protiv učenja Pravoslavne crkve u to doba. Moguće je, stoga, da Eudokijin brak možda nije smatran potpuno legitimnim.

## Djeca
Djeca Eudokije i njezinog muža:
- Nikefor[3]
- Kristofor
- Niketa
- Anthimos
- Evdokimos
- Anthousa Mlađa[4] – redovnica i svetica

## Poveznice
- Leon IV. Hazar — Eudokijin pastorak
- Teodot I. — Eudokijin nećak, patrijarh